# Kiiara
Кіара Солтерс (нар. 24 травня 1995), знана як Kiiara — американська співачка й авторка пісень. Її сингл «Gold» посів 13 місце в чарті Billboard Hot 100 у 2015 році. Вона також відома своїм вокалом у синглі 2017 року «Heavy» гурту Linkin Park.

## Раннє життя
Кіара виросла у Вілмінгтоні, штат Іллінойс. Відвідувала Вілмінгтонську середню школу, де грала за шкільну волейбольну команду. Під час запису дебютного мініальбому, Кіара також працювала продавчинею в господарському магазині. Згодом вона почала стажування в музичнії студії, щоб мати змогу ознайомитися з процесом записування музики й мати практику з запису пісень.

## Кар'єра
У 2013 році Кіара самостійно випустила акустичний попсингл під назвою «Bring Me Back» під своїм справжнім ім'ям.
У червні 2015 року, після підписання угоди з Atlantic Records і зміни сценічного імені з Kiara Saulters на Kiiara, вона випустила свій дебютний сингл «Gold». Пізніше того ж року «Gold» було обрано фоновою музикою для 15-секундної реклами Apple Watch під назвою «Style». Ця пісня стала її першим синглом, що потрапив у Billboard Hot 100, досягнувши 13 позиції. Її дебютний альбом Low Kii Savage вийшов 22 березня 2016 року. Відео на пісню «Gold» швидко набрало популярності, досягнувши 5 млн переглядів у середині травня 2016 року. На платформі Spotify «Gold» наразі має більше 620 млн прослуховувань.
15 вересня 2016 року Кіара дебютувала на телебаченні з виконанням «Gold» на The Tonight Show із Джиммі Феллоном. Співачка також була представлена в синглі Linkin Park «Heavy», який вийшов у цифровому вигляді 16 лютого 2017 року та 21 лютого на радіо. Пізніше вона виконала «Heavy» з Джулією Майклз на концерті Linkin Park and Friends: Celebrate Life in Honor of Chester Bennington у Hollywood Bowl, що відбувся після смерті вокаліста Linkin Park Честера Беннінгтона. У березні 2018 року брала участь у синглі Cheat Codes «Put Me Back Together».
7 червня 2019 року випустила сингл «Open My Mouth». Кіара заявила, що він стане головним синглом з її дебютного студійного альбому разом з «Bipolar», що вийшов 6 вересня 2019 року. Однак обидва були прибрані з остаточного списку треків, хоча перший з них був доданий у делюксове видання платівки.
9 жовтня 2020 року Кіара випустила свій дебютний студійний альбом Lil Kiiwi, який містить її раніше видані сингли «Gold», «Feels» і «Whippin» за участю Фелікса Сноу, а також нові сингли «I Still Do», «Never Let You» та «Numb» за участю DeathByRomy та PVRIS. Пізніше вийшло делюкс-видання її альбому, яке містило дві пісні — «Intention» і «Tennessee», взяті з дебютної розширеної п'єси «Low Kii Savage», а також два попередні сингли, що не ввійшли до альбому — «Messy» і «Open My Mouth».